# Bibliothèque Bodléienne
Pour les articles homonymes, voir Bodley.

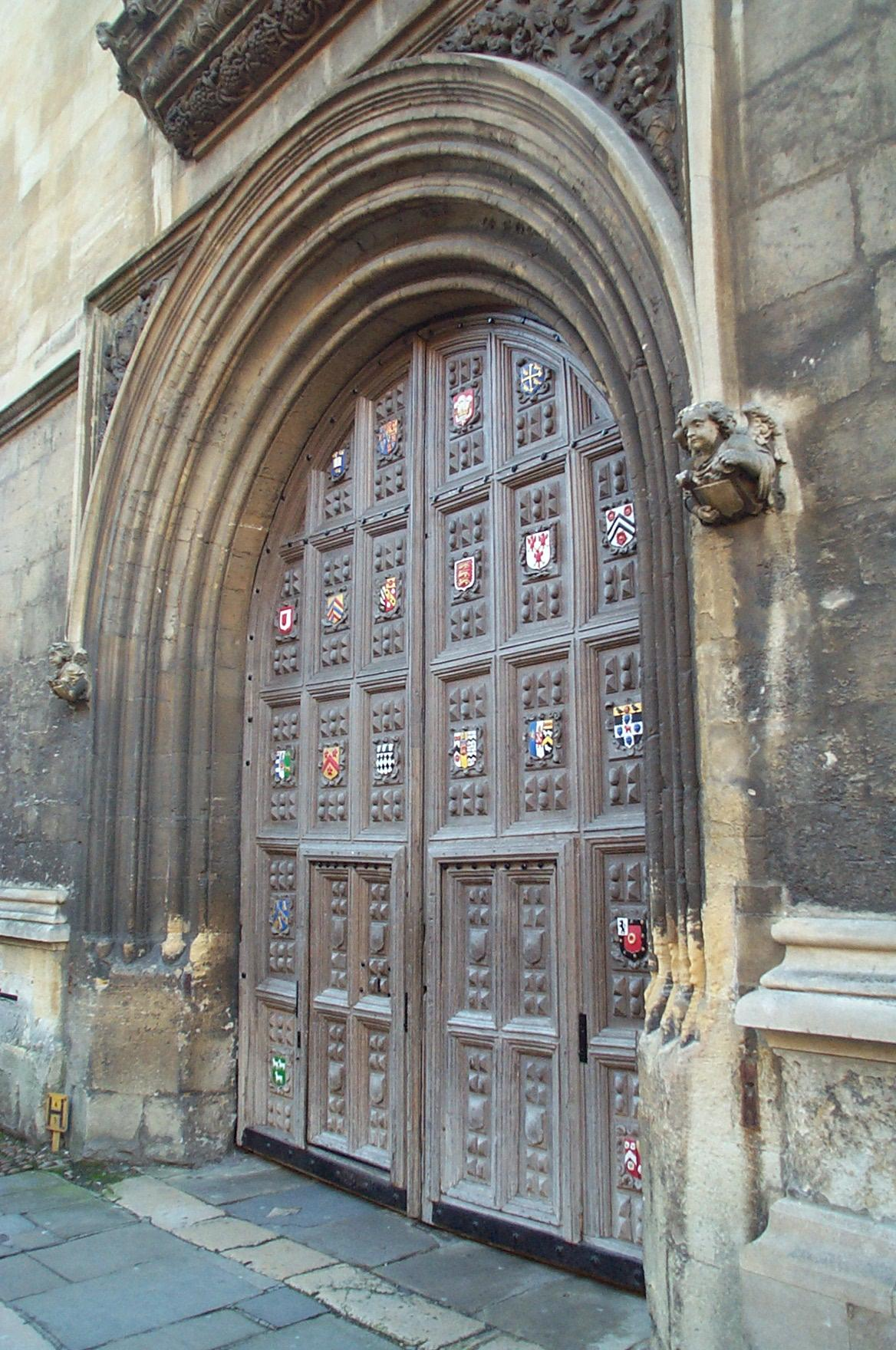
Porche d’entrée de la bibliothèque Bodléienne, décoré des armes de plusieurs collèges de l’université d’Oxford.

La bibliothèque Bodléienne (en anglais : Bodleian Library), officiellement bibliothèque de Bodley (Bodley’s Library), est la plus prestigieuse des bibliothèques de l’université d'Oxford. Formellement établie en 1602 à partir de collections plus anciennes, elle tire son nom de son fondateur, Thomas Bodley, bibliothécaire du Merton College.
Sur ses différents sites, la bibliothèque Bodléienne rassemble plus de 12 millions de livres imprimés et permet un accès électronique à  plus de 80 000 revues scientifiques. Elle conserve aussi des collections importantes de documents anciens : manuscrits, papyrus, cartes ou dessins. C'est la deuxième plus importante bibliothèque du Royaume-Uni, après la British Library.

## Histoire
La bibliothèque Bodléienne est officiellement nommée Bodley’s Library, appellation tombée en désuétude et que même le site officiel n’emploie pas. En outre, depuis des siècles, elle est familièrement appelée The Bod par les étudiants, mais aussi en dehors de leur cercle.
Elle tire en partie son origine de la Bibliothèque Duke Humfrey, fondée à Oxford en 1488, après un premier don de manuscrits enluminés faits par le duc de Gloucester Humphrey de Lancastre (1391-1447) à la Divinity School (en), mais qui furent partiellement dispersés au cours du XVIe siècle.
Les collections de la Duke Humphrey’s Library et de la Divinity School (école de théologie) furent reconstituées et enrichies par Thomas Bodley (du Merton College) jusqu’à atteindre le nombre de 2 000 ouvrages, qui servirent de base documentaire lors de la fondation formelle de la bibliothèque Bodléienne en 1602.
En 1610, Bodley passa un accord avec la Stationers' Company (la corporation londonienne des professions de l'imprimerie, de l'édition et de la librairie) pour obtenir une copie de chaque ouvrage enregistré par cette institution. L’accroissement des collections fut tel qu’il nécessita un premier agrandissement des bâtiments en 1610-1612, puis un autre en 1634-1637. En 1654, John Selden décède en léguant à l'université d'Oxford sa considérable et prestigieuse bibliothèque personnelle ; c'est la Bodleian Library qui en reçoit la garde en 1659.
En 1911, le Copyright Act renouvela l’accord passé en 1610 avec la Stationers’ Company, en faisant de la Bodléienne l’une des cinq bibliothèques de dépôt légal au Royaume-Uni.
Deux espaces de stockage souterrains ont été construits en 1913 sous la Radcliffe Camera et Radcliffe Square, tandis que, dans les années 1930, était mis en service un nouveau bâtiment combinant espaces de stockage et salles de lecture. Reliant les anciens et nouveaux bâtiments, un tunnel a été creusé sous Broad Street, équipé d’un trottoir roulant, d’un système mécanique de convoyage des ouvrages et d’un système de commandes des ouvrages par tube pneumatique.

## Bibliothèque auXXIesiècle

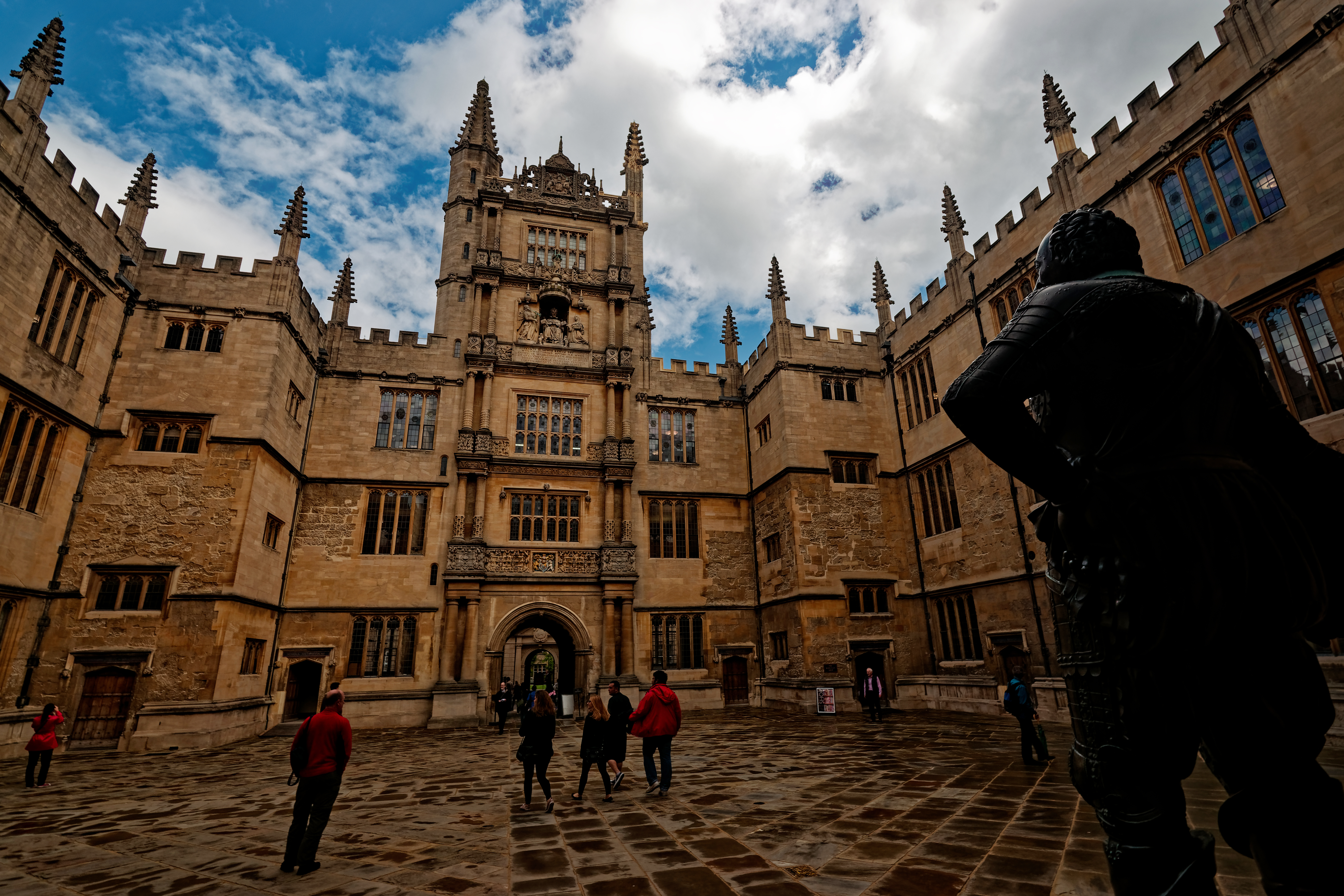
La cour de la bibliothèque Bodléienne.

Les collections de la bibliothèque Bodléienne sont réparties en plusieurs sites de stockage externes, outre les neuf bibliothèques « succursales », toutes situées à Oxford :
- la Bodleian Japanese Library ;
- la Bodleian Law Library ;
- la Hooke Library ;
- l’Indian Institute Library ;
- l’Oriental Institute Library ;
- la Philosophy Library ;
- la Radcliffe Science Library ;
- la Bodleian Library of Commonwealth and African Studies at Rhodes House ;
- la Vere Harmsworth Library.

Les différents sites de la bibliothèque Bodléienne réunissent au début du XXIe siècle 12 millions de volumes rangés sur 176 km de rayonnages, et offrent en permanence 2 500 places pour les lecteurs.

## Clientèle et admission

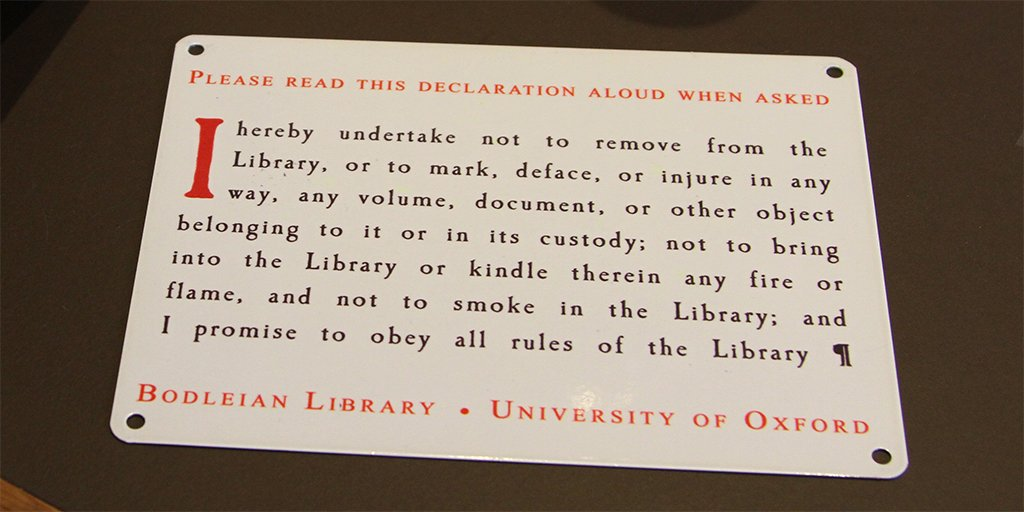
Le serment des lecteurs en anglais sur une plaque.

En plus des étudiants et du personnel de l’université d’Oxford, la bibliothèque de Bodley est ouverte, sur demande, à tout chercheur et universitaire. Toute personne admissible désirant accéder aux services et collections de la bibliothèque de Bodley doit soumettre au service d’admission une déclaration de besoin de recherche et une pièce d’identité valide.

Lors de leur inscription à la « Bod », les étudiants d’Oxford doivent prêter serment de ne pas « emprunter » de livres ou d’en détruire par le feu. Le serment de Bodley, dans sa version latine originale rédigée en 1601, se lit comme suit : 

« Do fidem me nullum librum vel instrumentum aliamve quam rem ad bibliothecam pertinentem, vel ibi custodiae causa depositam, aut e bibliotheca sublaturum esse, aut foedaturum deformaturum aliove quo modo laesurum; item neque ignem nec flammam in bibliothecam inlaturum vel in ea accensurum, neque fumo nicotiano aliove quovis ibi usurum; item promitto me omnes leges ad bibliothecam Bodleianam attinentes semper observaturum esse. »

Le Bureau d’admission de la bibliothèque Bodléienne aura compilé, en 2017, plus d’une centaine de traductions du serment, afin de permettre à tout visiteur de le lire ou le prononcer dans sa langue maternelle,.

## Développements numériques
Les services de bibliothèque de l’université d’Oxford (Oxford University Library Services, OULS) ont développé une politique ambitieuse d’extension via les réseaux électroniques, créant par exemple une Oxford Digital Library. Il s’agit d’un programme à long terme, incluant la création d’une infrastructure technique complexe, pour permettre un accès distant à l’ensemble des collections des bibliothèques de l’université. La bibliothèque Bodléienne est partie prenante de l’ensemble du projet, sans compter quelques développements spécifiques qui lui sont propres.
La bibliothèque électronique d’Oxford  a commencé à devenir opérationnelle en juillet 2001, et offre une large collection, en accroissement constant, d’archives numériques.

## Incunables

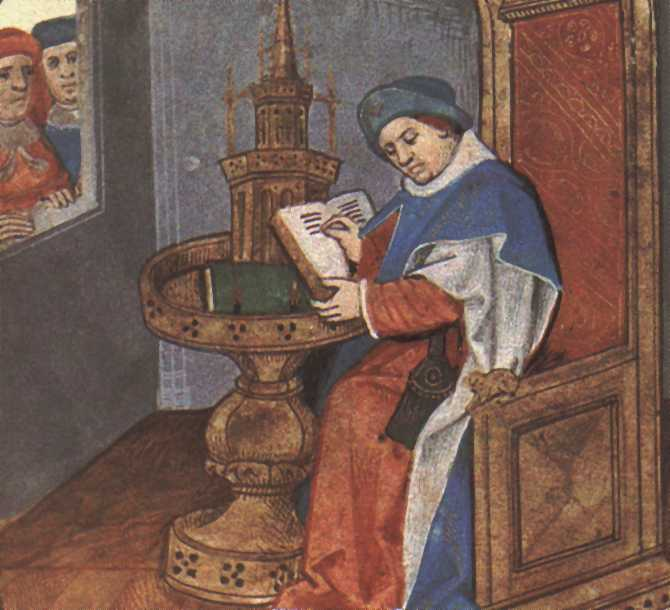
Enluminure d'un manuscrit du Roman de la Rose conservé à la bibliothèque Bodléienne.

La bibliothèque Bodléienne possède plus de 500 incunables imprimés en Europe avant 1501. Il s’agit de la plus grande collection au monde d’incunables d’origine occidentale dans une bibliothèque universitaire.
Dès les débuts officiels de la bibliothèque en 1602, celle-ci possédait déjà quelques éditions d’incunables datant du XVe siècle et portant sur les quatre disciplines de l’Université, soit droit, théologie, médecine, et arts. Au cours du XVIIe siècle, quelques dons vinrent enrichir la collection, dont celui de l’archevêque de Cantorbéry en 1636, et celui de John Selden en 1659.
À la fin du XVIIe siècle, la mise en place d’une politique d’acquisition d’incunables, combinée à un budget alloué à celle-ci, permet l’accroissement rapide de la collection. Au cours des années 1790, plus de 300 incunables sont acquis auprès de collections privées, dont un exemplaire de la Bible de Gutenberg, acheté en 1793. La collection s’est grandement enrichie au long du XIXe siècle. La bibliothèque Bodléienne bénéficie, entre autres, des guerres napoléoniennes pour acheter plusieurs collections d’incunables allemands. Les acquisitions d’incunables ne s’essoufflent qu’à partir du début du XXe siècle.
En plus de sa collection d’incunables, la bibliothèque Bodléienne possède quelques tabellaires de textes bibliques ou grammaticaux. Plusieurs livres de la collection ont été numérisés, et l’ensemble des tabellaires sont disponibles en ligne.

## Restrictions et censure
En 1882, soit au cœur de l’époque victorienne, la bibliothèque Bodléienne appose la mention « phi » sur les livres jugés sexuellement explicites, et en restreint l’accès aux usagers. La lettre grecque « phi » a peut-être été choisie comme clin d’œil à un « Fi ! » de désapprobation que suscitait la lecture de ces ouvrages.
Cette restriction visait à l’époque à ne pas exposer les étudiants à des contenus jugés immoraux et indécents. Les étudiants désirant avoir accès à un livre restreint devaient présenter une lettre signée par un tuteur du collège attestant de la pertinence académique de la consultation. Parmi les livres les plus célèbres ayant été sujets à cette censure, on retrouve L'Amant de lady Chatterley de D.H. Lawrence, Les Joies du sexe d’Alex Comfort, ainsi que Sex de Madonna. La mention « phi » n’a été retirée du catalogue de la bibliothèque qu’en 2011.

## Dans la fiction

### Littérature

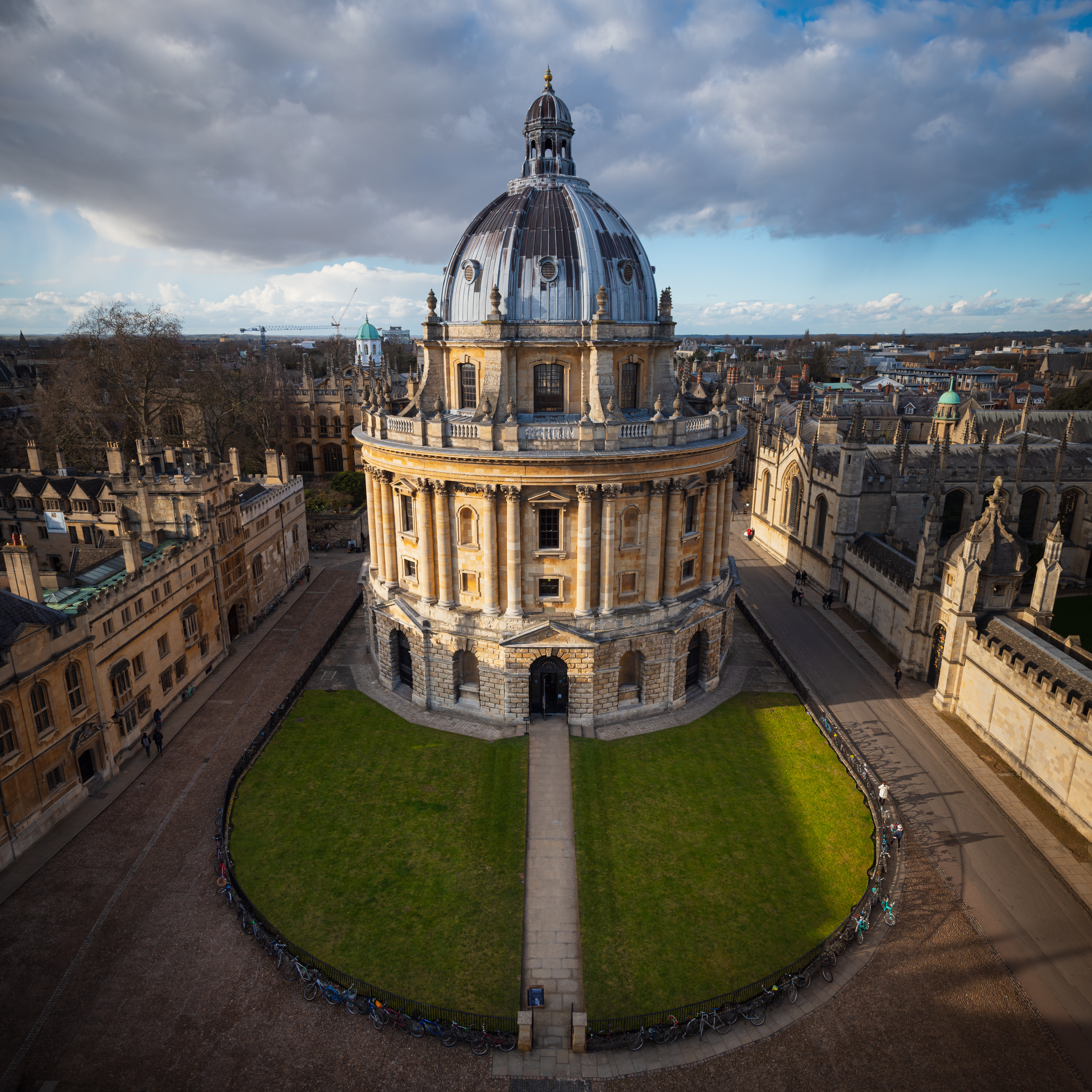
La Radcliffe Camera, aperçue dans La Boussole d'Or et plusieurs autres films.

La bibliothèque Bodley apparaît dans les sagas À la croisée des mondes et la Trilogie de la Poussière de Philip Pullman, notamment dans le roman La Belle Sauvage où il est raconté que la bibliothèque conserve l'un des cinq uniques aléthiomètres connus dans le monde, au sein de la Dunk Humfrey's Library.

### Cinéma et télévision
L’architecture de la bibliothèque en a fait aussi un cadre apprécié des réalisateurs de cinéma. Elle apparaît notamment dans La Folie du roi George (1994), film réalisé par Nicholas Hytner et dans l'adaptation d'À la croisée des mondes, La Boussole d'Or, sorti en 2007. 
La Divinity School est le lieu de tournage de plusieurs scènes des films Harry Potter : elle est l’infirmerie de Poudlard dans le premier film (Harry Potter à l'école des sorciers), ainsi que la salle de répétitions de danse dans le quatrième, Harry Potter et la Coupe de feu. La Duke Humphrey’s Library quant à elle, représente la bibliothèque de Poudlard dans les deux premiers films Harry Potter.
Plusieurs scènes de la série A Discovery of Witches se situent également dans la bibliothèque.